# Sceloporus parvus
Espèce
Statut de conservation UICN

 LC  : Préoccupation mineure
Sceloporus parvus est une espèce de sauriens de la famille des Phrynosomatidae.

## Répartition
Cette espèce est endémique du Mexique. Elle se rencontre dans le Nuevo León, dans le Tamaulipas, dans le Querétaro et dans le San Luis Potosí.

## Liste des sous-espèces
Selon The Reptile Database (25 février 2013) :
- Sceloporus parvus parvus Smith, 1934
- Sceloporus parvus scutulatus Smith, 1937

## Publications originales
- Smith, 1934 : Descriptions of new lizards of the genus Sceloporus from Mexico and Southern United States. Transactions of the Kansas Academy of Science, vol. 37, p. 263-285.
- Smith, 1937 : A synopsis of the Variabilis group of the lizard genus Sceloporus, with descriptions of new subspecies. Occasional papers of the Museum of Zoology, University of Michigan, no 358, p. 1-14 (texte intégral).